# Иван Владиков
Иван Илиев Владиков, известен като Владиката, е български революционер, четник на Филип Тотю, опълченец, участник в Сръбско-българската война.

## Биография
Иван Владиков е роден през 1851 година в неврокопското село Търлис, в бедно семейство. Негов вуйчо е митрополит Теодосий Скопски. Като малък става послушник в Зографския манастир на Света гора. Обикаля с монасите из селата да събира помощи. Напуска манастира и започва да скита от град на град и да работи като чирак. На 15 години бяга през Румъния в Полша, където работи 1 година в захарна фабрика. След това заминава за Швейцария. По време на тези странствания научава полски и френски език. Установява се в Браила. Той е прототипът на учителя Владиков от „Хъшове“ на Иван Вазов.
Заедно със Стефан Стамболов активно участва в подготовката на Старозагорското въстание в 1875 година. След въстанието Владиков е осъден на смърт в затвора в Русе. Директорът на затвора, поляк, обаче го пуска да избяга. Владиков преплува Дунава и през пролетта на 1876 година Иван Владиков влиза в четата на Филип Тотю с която участва в в Сръбско-турската война. Става част от неговото разузнаване и участва в победните сражения на четата при село Корито и при Бабина глава над Пирот. До средата на юли 1876 г. четите изминават труден боен път през видинските села и край Чипровци в посока Берковица, близо до която се е състои едно от най-трудните сражения. През следващия месец се изтеглят в района на Алексинац близо до Ниш.
След разпускането на четите Иван Владиков заминава за Румъния и на 1 май 1877 година влиза в редовете на Четвърта опълченска дружина. В решителните боеве при Шейново, Шипка и Свети Никола, наред с другите опълченци, той показва изключителна храброст. По време на една от проверките се установява, че Димитър Петков липсва. Командирът възлага на Иван Владиков да отиде да го търси. Когато го намира сред многото трупове, Димитър Петков е в безсъзнание. Иван разкъсва ризата си, превързва кървящата рана и на гръб го носи около 600 m до медицинския пункт.
След Освобождението се установява в Русе. На 1 март 1883 г. е назначен във Варна на длъжността „главен кантонер“ и остава да живее и работи там до края на живота си.
След избухването на Сръбско-българската война със 150 доброволци се сражава при Кула. След войната се връща във Варна и работи като строител на сводестите мостове по шосето Провадия – Айтос и като земеделски стопанин в село Галата.
Носител е на десет ордена: руски – Георгиевски кръст IV степен; български – Кръст за храброст; руски и български ордени за участие в боевете при Шипка, Шейново и Свети Никола. Като рядко отличие дадено само на няколко опълченци лично от името на руския император, Иван Владиков получава чаша от масивно сребро, позлатена отвътре, с вензелите на императора и името му. Чашата е експонат на варненския Музей на Възраждането.
При установяването на режима на Стефан Стамболов, Владиков му изпраща неговото собствено стихотворение: „Не щеме ний богатство, не щеме ний пари, но искаме свобода, човешки правдини“.
Дъщерята му Лада от първия му брак с племенницата на Стефан Стамболов – Домна се записва доброволка в Първата световна война и, грижейки се за най-опасно болните, умира от петнист тиф. Синът му Славчо още 16-годишен влиза в четата на Яне Сандански и цели две години се бори за свободата на Македония. Другият му син – Любомир, участва като доброволец в Балканската и Първата световна война и пада убит при Люлебургас.
Иван Владиков умира на 73-годишна възраст на 3 април 1924 година. По случай 115 години от рождението на смелия опълченец на фасадата на къщата му в квартал Галата във Варна, на улица „Иван Владиков“ №10, е поставена паметна плоча.